# Fotoalergia
La fotodermatitis, a veces denominada intoxicación solar o fotoalergia, es una forma de dermatitis alérgica de contacto en la que el alérgeno debe activarse mediante la luz para sensibilizar la respuesta alérgica y provocar una erupción u otros efectos sistémicos en la exposición posterior. La segunda exposición y las posteriores producen afecciones cutáneas fotoalérgicas que a menudo se presentan como eccematosas. Es distinto de las quemaduras solares.

## Señales y síntomas
La fotodermatitis puede provocar hinchazón, dificultad para respirar, sensación de quemazón, erupción roja con picor que a veces se asemeja a pequeñas ampollas y descamación de la piel. También puede surgir la sensación de náuseas. También pueden aparecer manchas en las que el picor puede persistir durante largos periodos de tiempo. En estas zonas de la piel puede formarse un antiestético tinte entre naranja y marrón, normalmente cerca de la cara o en ella.

## Causas
Muchos medicamentos y afecciones pueden causar sensibilidad al sol, entre ellos:
- Las sulfas que se utilizan en algunos medicamentos, entre ellos algunos antibióticos, diuréticos, inhibidores de la COX-2 y medicamentos para la diabetes.
- Psoralenos, alquitranes de hulla, colorantes fotoactivos (eosina, naranja de acridina).
- Ambreta de almizcle, metilcumarina, aceite de limón (puede estar presente en fragancias).
- PABA (que se encuentra en los protectores solares).
- Oxybenzona (bloqueador químico de los rayos UVA y UVB también en los protectores solares).[1]
- Salicilanilida (que se encuentra en limpiadores industriales).
- Hierba de San Juan.
- Hexaclorofeno (que se encuentra en algunos jabones antibacterianos recetados).
- Antibióticos de tetraciclina (p. ej., tetraciclina, doxiciclina, minociclina).
- Peróxido de benzoilo.
- Retinoides (p. ej., isotretinoína).
- Algunos AINE (p. ej., ibuprofeno, naproxeno sódico).
- Antibiótico fluoroquinolona: esparfloxacino en el 2% de los casos.
- Amiodarona, utilizada para tratar la fibrilación auricular.
- Pelagra (deficiencia de vitamina B3).

La fotodermatitis también puede ser causada por plantas como Ammi majus, chirivía, perejil gigante (Heracleum mantegazzianum), ruda común (Ruta graveolens) y Dictamnus, un género de plantas con flores de la familia Rutaceae con una sola especie Dictamnus albus, comúnmente llamada Zarza ardiente. La fotodermatitis causada por plantas se llama fitofotodermatitis.

## Prevención
La prevención incluye evitar la exposición a sustancias químicas que puedan desencadenar la reacción, como usar guantes, o evitar la luz solar o usar protector solar,preferiblemente con al menos factor 30 y con un alto nivel de protección UVA en el área afectada.